# Provincia de Panamá Oeste
Panamá Oeste es una de las diez provincias de Panamá, creada el 1.º de enero de 2014 a partir de territorios segregados de la provincia de Panamá ubicados al oeste del canal de Panamá. Está conformado por 5 distritos: Arraiján, Capira, Chame, La Chorrera y San Carlos. Su capital es La Chorrera.

## Historia
La provincia de Panamá Oeste fue creada mediante la Ley 119 del 30 de diciembre de 2013, la cual convirtió la antigua región de la provincia de Panamá en una nueva provincia, la provincia de Panamá Oeste empezó a funcionar formalmente el 1 de enero de 2014.
Para el establecimiento de los símbolos representativos de la provincia, en 2015, se realizó un estudio por parte de una comisión técnica, y por medio de un concurso, se escogió el diseño de Olivares Becerra oriundo, para la bandera de la nueva provincia, y a su vez, también se escogió el diseño de David Isai Tiffer Rangel, para el escudo de la nueva provincia. La bandería estaría compuesta por los colores verde, amarillo y blanco, acompañados de 5 estrellas que representan a los 5 distritos de la provincia, el escudo estaría compuesto de cuatro cuadrantes, el cual en su centro portaría el lema «Trabajar juntos por el progreso». Ambos símbolos fueron finalmente presentados por el gobernador de la provincia de Panamá Oeste de ese entonces, Javier Herrera.

### Gobernadores
- Javier Herrera[3] (2014-2019)
- Nora Escala (2019-2020)
- Sindy Smith[4] (2020-2024)
- Marilyn Vallarino (2024-presente)

## Geografía

### Aspecto físico

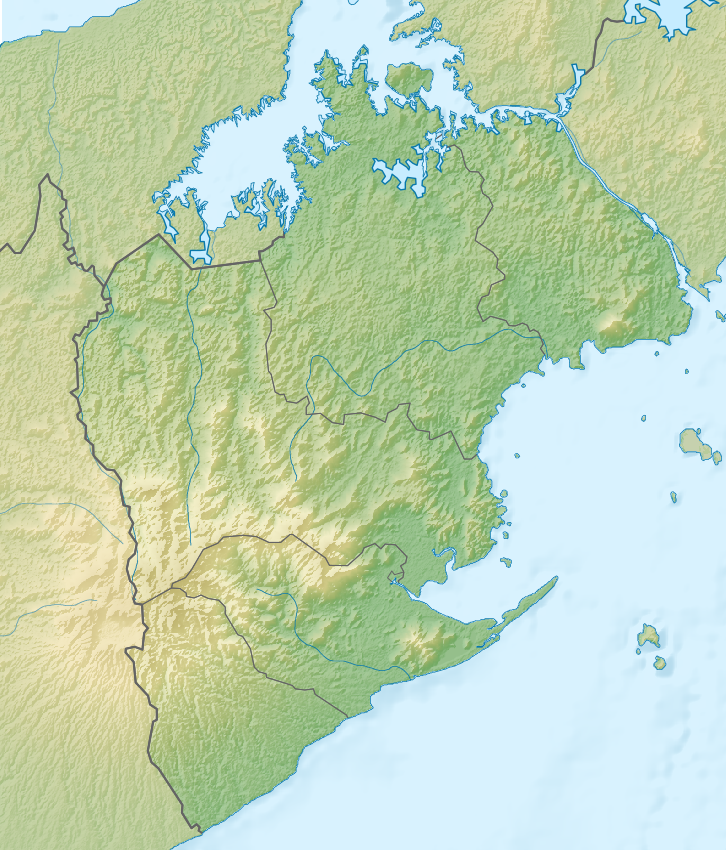
Mapa físico de Panamá Oeste.

La provincia de Panamá Oeste está situada en la costa del océano Pacífico, al lado occidental del canal de Panamá. La máxima altitud es el Cerro Trinidad (1300 m s. n. m.).

### Áreas protegidas
Panamá Oeste tiene un área protegida, el Parque Nacional Altos de Campana.
El Parque Nacional Altos de Campana se encuentra en el distrito de Capira y cuenta con una superficie de 4925 hectáreas. Campana fue fundado en 1966 como el primer parque nacional de Panamá.

## Organización administrativa
La provincia de Panamá Oeste está dividida en cinco distritos que a su vez están divididos en corregimientos:
| Distritos   | Corregimientos | Cabecera de distrito |
| ----------- | --- | -------------------- |
| Arraiján    | Arraiján, Burunga, Cerro Silvestre, Juan Demóstenes Arosemena, Nuevo Emperador, Santa Clara, Veracruz, Vacamonte, Vista Alegre                                                                       | Arraiján             |
| Capira      | Capira, Caimito, Campana, Cermeño, Cirí de Los Sotos, Cirí Grande, El Cacao, La Trinidad, Las Ollas Arriba, Lídice, Villa Carmen, Villa Rosario, Santa Rosa                                          | Capira               |
| Chame       | Chame, Bejuco, Buenos Aires, Cabuya, Chicá, El Líbano, Las Lajas, Nueva Gorgona, Punta Chame, Sajalices y Sorá                                                                                       | Chame                |
| La Chorrera | Barrio Balboa, Barrio Colón, Amador, Arosemena, El Arado, El Coco, Feuillet, Guadalupe, Herrera, Hurtado, Iturralde, La Represa, Los Díaz, Mendoza, Obaldía, Playa Leona, Puerto Caimito, Santa Rita | Barrio Balboa        |
| San Carlos  | San Carlos, El Espino, El Higo, Guayabito, La Ermita, La Laguna, Las Uvas, Los Llanitos, San José | San Carlos           |

## Demografía
De acuerdo con la Contraloría General de la República, en 1990, Arraiján tenía una población de 61,849 habitantes, 20 años después, la misma se había incrementado a 220,779; La Chorrera registró, en 1990, un total de 89,780 residentes, y en 2010 la cifra creció a 161,470; Capira tenía una población de 28,303 habitantes, la cual aumentó en 10,300 dos décadas después. Por su parte, Chame tenía una población, en 1990, de 15,152 residentes, y en 2010 se empadronaron en ese distrito 24,471 personas, mientras que en San Carlos fueron censados 12,443 moradores en 1990, cifra que en 2010 subió a 18,920. La población general en los cinco distritos del oeste desde 1990 hasta 2010 aumentó de 207,527 en 1990 a 464,038 habitantes, cifra que según la misma Contraloría, actualmente, es de 510,489 habitantes.

## Economía
La agricultura, la ganadería y la pesca son las actividades primarias más importantes en la provincia. Adicionalmente, en las localidades de Veracruz, Puerto Caimito y Vacamonte, donde se ubica un puerto, hay gran actividad pesquera. En La Chorrera, tiene una industria bien desarrollada, enfocada en la producción de piña.

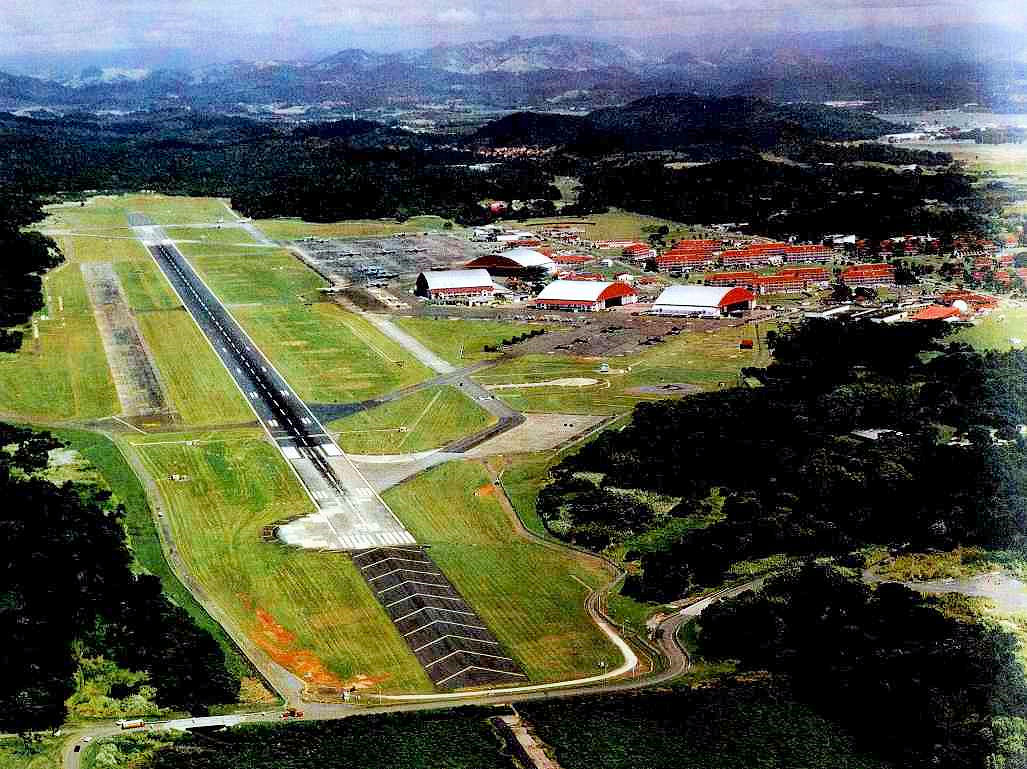
Aeropuerto Internacional Panamá Pacífico.

En Arraiján se ubican la Zona Marítima de Petróleo y la Zona Libre de Howard (Panamá Pacífico) que es un importante polo industrial y comercial internacional, esta zona también cuenta con un el Aeropuerto Internacional Panamá Pacífico. Adicionalmente, las localidades de Arraiján, Vista Alegre, La Chorrera y Capira han tenido un auge económico con la apertura de centros comerciales, supermercados, almacenes, restaurantes y bancos, que responden al crecimiento demográfico de estas localidades como ciudades dormitorio de la capital.
En Veracruz, Chame y San Carlos se desarrolla la industria turística, con diversos hoteles de playa. En Capira y Chame, se desarrolla el turismo ecológico, sobre todo en las zonas montañosas del parque nacional Campana.

## Deportes

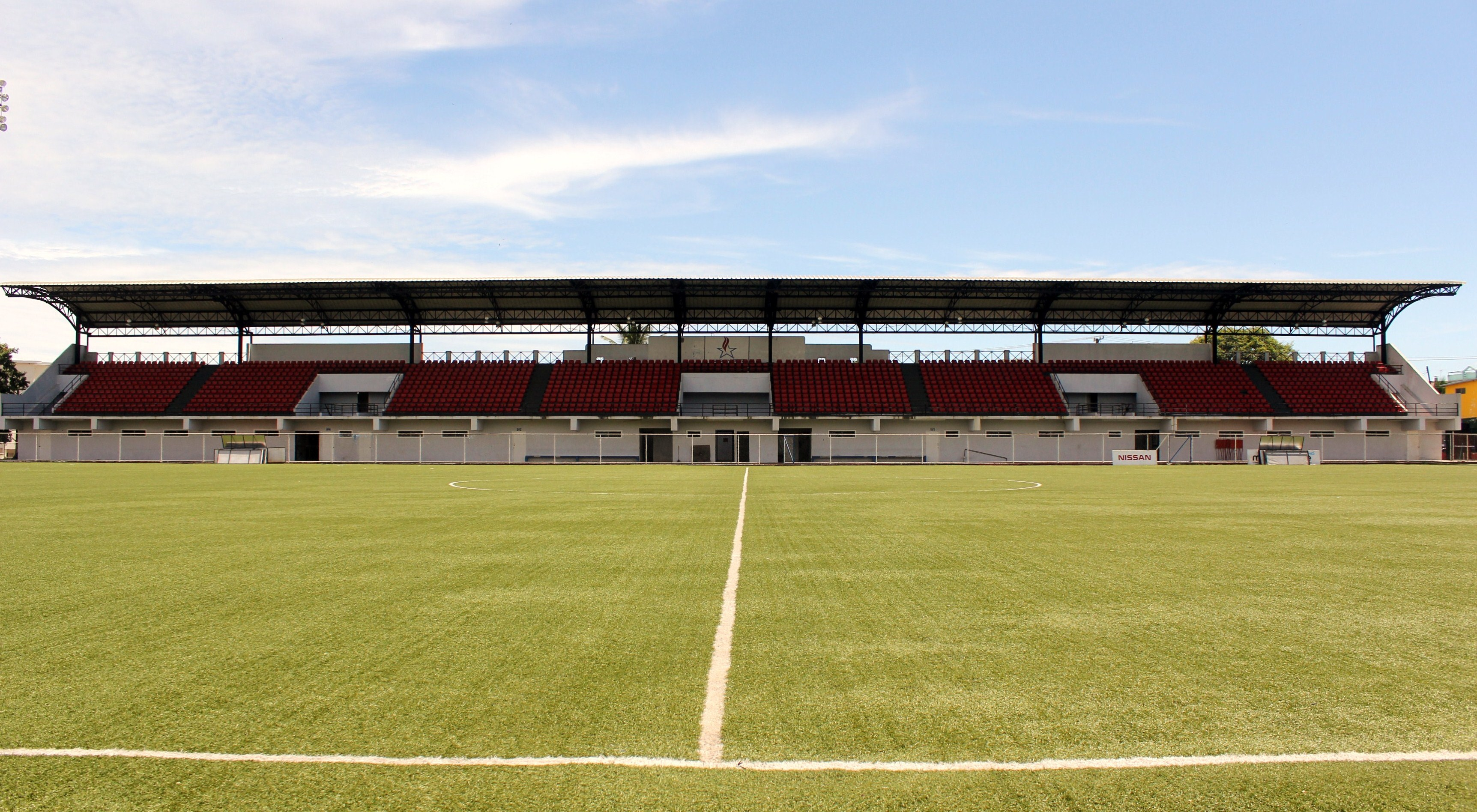
Estadio Agustín Muquita Sánchez, localizado en el corregimiento de Barrio Colón, Distrito de La Chorrera.

En la provincia se practican todo tipo de deportes, en especial el béisbol y el fútbol, siendo los "Vaqueros de Panamá Oeste" el equipo representativo de la provincia en el torneo nacional de béisbol que se realiza cada año, también cuenta con una franquicia de Béisbol profesional llamada los Bravos de Panamá Oeste juegan en la Liga Profesional de Béisbol de Panamá (PROBEIS) y cuenta con diversos equipos de fútbol como el San Francisco Fútbol Club y el Club Atlético Independiente del (Distrito de La Chorrera), la Sociedad Deportiva Panamá Oeste y el extinto Santa Gema FC del (Distrito de Arraiján), etc., que representan  a los distritos de la provincia en los diferentes ligas y copas nacionales.
También ha tenido buen apego recientemente el Flag Football, que cuenta con su propia liga en la provincia.
Adicionalmente se cuenta con dos Autódromos, el primero denominado "Circuito Internacional", en el Trapichito de La Chorrera, se encuentra abierto, que por el tiempo se convirtió en una pista de carreras con todos los estándares, para poder albergar carreras internacionales, atrayendo más turismo para la provincia. También en la misma provincia se encuentra el Autódromo Panamá en Sajalices abierto el 2024 por inversores privados después de estar abandonado por alrededor de 20 años.
El lazo y rodeos son comunes en la región, por lo que también hay diferentes torneos, dejando una buena representación.

## Cultura
Panamá Oeste es conocida por diversas atracciones en sus distritos como lo son los carnavales y ciertas tradiciones que se realizan en cada uno de ellos:[cita requerida]
1. La confección de muñecos de año viejo, que son exhibidos  a lo largo de la orilla de la carretera Interamericana, para deleite de propios y extraños.
2. La celebración del Corpus Christi y la danza del gran diablo de La Chorrera, así como las fiestas del patrón de cada distrito.
3. Lugares donde se cocinan los diferentes platos típicos de la provincia y del país, paradas predilectas para los que hacen el viaje al interior del país.
4. Festival Nacional de la Cumbia Chorrerana, Feria de la Piña, Feria de Las Flores, en Chame, y la famosa Feria Internacional de La Chorrera en esta diversas tradiciones podemos concluir que en la provincia de Panamá Oeste las tradiciones son variadas.

## Universidades
Todas ubicadas en el distrito de La Chorrera:
- Universidad de Panamá extensión Regional Oeste.
- Universidad Tecnológica extensión Panamá Oeste.
- Universidad Interamericana de Panamá (UIP).
- Universidad del Istmo (U del Istmo).
- Universidad Americana (UAM).
- Universidad Metropolitana de Educación, Ciencia y Tecnología (UMECIT).
- ISAE Universidad

Ubicadas en el distrito de Arraiján:
- Universidad del Caribe (U del Caribe).